# 縮毛矯正

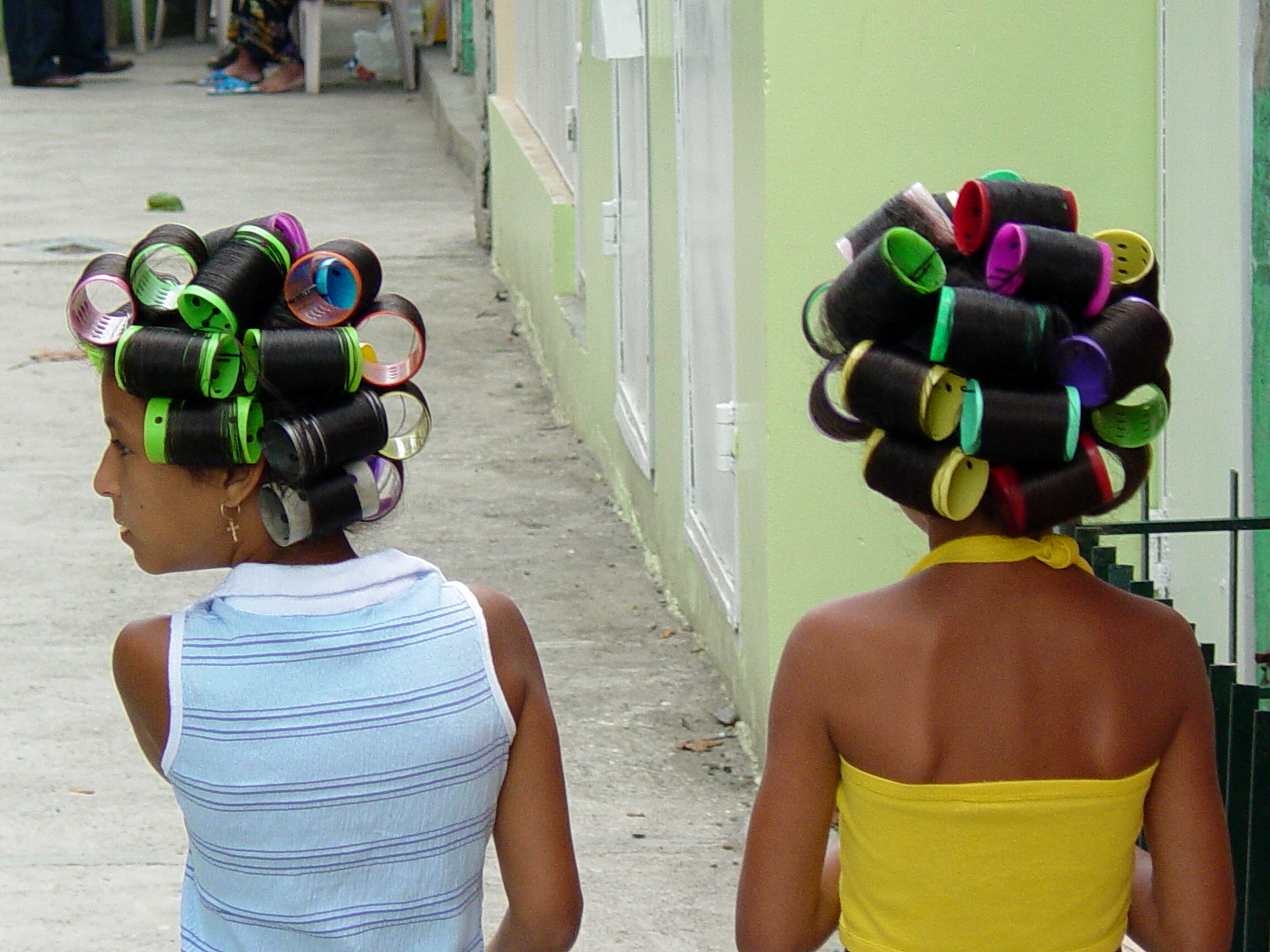
縮毛矯正

縮毛矯正（しゅくもうきょうせい）は、本人が生まれ持った縮毛をほぼ完全に直毛の状態に固定する美容技術の一つである。

## 概要
美容師は近代のパーマネントウエーブが確立されて以降、顧客の縮毛の悩みに対しいわゆるストレートパーマ技術で対応してきたが、一般のパーマネントウエーブの考え方の流用であるこの技術では「パーマ落とし（人工的なウエーブの除去）」を行うことはできたものの、生まれ持った縮毛には軽度の場合に多少の効果が認められる程度で、これを直毛のように作り変えることは難しかった。
この問題の克服にまず考えられるのは「加熱などによって還元に使う薬液の作用を促進する」あるいは「作用時間を極端に伸ばす」など、つまりは「毛髪の還元作業を強力に行ってみてはどうか」といったことであるが、この方法では行き過ぎた還元が毛髪の高次構造の破壊を招くことから毛髪が自身の形を維持することが出来ず、後に固定作業としての酸化を行ってもピーリング（ビビり）状態となり結局は直毛になりえない。実際にこの時期の失敗例は後を絶たなかった。
このことから薬剤メーカー側、サロン側を問わず毛髪に対する補修剤の補給や配合や加熱方法の工夫など様々な試行錯誤が行われたわけであるが、根本がパーマネントウエーブ技術で用いられる還元・酸化の考え方だけでは、せいぜいが縮毛による膨らみを軽減するのが関の山で、顧客側もそれを良く分かった上でオーダーするという風潮が続いた。
しかし1990年代中盤、ストレートアイロンを使った施術が登場、にわかに脚光を浴びる。この手法ではアイロンによる加熱は還元する時ではなく酸化直前に乾燥状態にて行われ、これによって起こる熱変成を利用して、酸化による形状の固定と毛髪内の水素結合の関連付けをさせようというものである。また還元後にドライヤーなどで乾燥させる段階で発現する毛髪内での現象は、パーマ理論で古くから認知されていた「クリープ」そのものである。同時に毛髪内に浸透したのち熱により分子量の増す「ヒートプロテイン」の重合を、この熱を使って起こさせるという画期的なこの手法により、現在の縮毛矯正技術の基礎が完成を見ることになった。
大手の薬剤メーカーでさえ実現が難しいと思われていたこの技術は、それを可能として一部のサロンでのみ行えるカルト的な高料金メニュー（当初では今の3倍 - 10倍）であった。その後、大手の参入も手伝って簡略化と合理化が飛躍的に進み、多くのサロンに普及するにしたがって、普及前とは比べ物にならないほどの短時間化と低料金化がなされた。
この一因には、現在は当たり前と捉えられているクリープ現象を合理的にコントロールすれば、それほど手間のかかることではないという認識が浸透した事が挙げられる。
このような経緯で、縮毛矯正の技術が確立した当初は「とにかくまっすぐに」という意識が美容師側にも顧客側にも強かったが、近年ではより自然な仕上がりを求めて微妙なカーブを加え（残し）たり毛先部にパーマを組み合わせたりといった、よりスタイル重視の取り入れ方が主流となっている。

## 工程
現在、最も多く用いられている基本的な工程は以下の通りである。
1. 根元を避け髪に還元剤（1液）を馴染ませた後、しばらく放置する。
2. 還元剤を洗い流した後、乾かす。
3. 必要に応じてブローセッティングを行う。
4. ヘアーアイロンをかける。
5. 髪に酸化剤（2液）を馴染ませ、しばらく放置する。
6. 酸化剤を洗い流した後、乾かす。

髪の状態に応じ、要所要所でケラチン・コラーゲン・CMC・セラミド・ヘマチンなどを補いながら作業する。

## 注意点
施術後、化学反応が完全に終了するまでの24 - 48時間の間(個人差や、使用した薬剤の種類、施術した美容師の技術により差がある)に、髪を洗ったり、ヘアゴムなどでまとめたりすると、効果が薄れたり、不自然な癖がついたりする恐れがあるので、注意が必要である。特に濡れた状態で放っておくとそのままの形で定着してしまうので、濡らした場合は必ず髪をしっかり整えながら乾かすのが重要である。施術後のケアと美容師の技術が確かならば、施術から数日経ってからは縮毛矯正を施した部分は半永久的に効果が持続する。ただし髪にダメージを与える要素が少なくないので信頼できる美容師を探す必要がある。
また、化学反応が終了したかどうかは、髪に残った硫黄臭の有無で判断できる。

## 余談
ハリウッド女優のジェニファー・アニストンは本来の縮れ毛を矯正するために常にストレートパーマをかけていたが、髪の傷みの酷さに悩んでいた。しかし、知人からの紹介で縮毛矯正の技術を知って以来、「縮毛矯正無しの生活は考えられない」と手放しで絶賛している。
また、縮毛矯正は半永久的直毛をうたって始まったものではあるが、近年の低価格化や技術低下に伴って定義崩れが起きており、偽表示に近い店舗が存在している。